# Oribotritia henicos
Oribotritia henicos är en kvalsterart som beskrevs av Wojciech Niedbała 2002. Oribotritia henicos ingår i släktet Oribotritia och familjen Oribotritiidae. Inga underarter finns listade i Catalogue of Life.